# Santa Clara en Viña Clara (título cardenalicio)
Santa Clara en Viña Clara (en latín: Sanctae Clarae ad Vineam Claram; en italiano: Santa Chiara a Vigna Clara) es un título cardenalicio de presbítero. Fue creado el día 29 de abril de 1969 por el papa Pablo VI. Tiene como sede la Santa Clara en Viña Clara (Roma). El cardenal titular es el bosnio-croata Vinko Puljić.

## Titulares
- Gordon Joseph Gray † (30 de abril de 1969-19 de julio de 1993)
- Vinko Puljić (26 de noviembre de 1994-presente).